# 脊髓病變
脊髓病變意味著任何與脊髓有關的神經功能缺損均可以稱之 。如果這個脊髓病變與創傷有關係，又可以稱為脊髓損傷；相對地，如果是發炎所造成的脊髓病變，就可以稱之為脊髓炎；最後，如果是血管病變造成的脊髓病變則稱之為血管性脊髓病變。 在所有脊髓病變中，最常見的是頸椎脊髓病變，通常是由於頸椎的關節產生關節退化所造成，進一步造成椎管狹窄而壓迫到脊髓。在亞洲族群中，最常見頸椎脊髓病變反而不相同，主要是由於後縱韌帶骨化所致。
脊髓病變的臨床表徵會因為壓迫的位置與節段、壓迫位置有相當大的關聯，其中出現的病徵包括以下幾種：
- 上運動神經元病徵：可能會造成受損節段以下無力、肌肉痙攣、動作遲鈍、肌肉張力改變、高深腱反射、病理性反射，例如出現霍夫曼氏反射、巴宾斯基反射等。
- 下運動神經元病徵：同樣會出現無力的現象，不過在受損節段以下會出現肌肉萎縮、低深腱反射、低肌肉張力、肌肉顫抖或是肌肉鬆弛等現象。
- 感覺缺損：麻木或是沒有感覺。
- 消化道或是膀胱功能受損：排便不易造成便秘、膀胱不收縮造成尿液滯留。

## 診斷
脊髓病變最初通常是由臨床症狀來發現的，主要是因為原因多樣且相當廣泛，通常出現症狀後才針對脊髓病變做鑑別診斷。在某些病例中，脊髓病變症狀來的相當迅速，相較之下，頸椎脊髓病變進展到比較嚴重的症狀則需要數個月之久，不過正因為這個特性，脊椎脊髓病變通常都會被延誤診斷 ，進而出現不良的預後。
當脊髓病變的診斷被確立時，就有許多檢查需要被進行，其中最重要的就是影像學診斷。最遲使用的影像學工具是核磁共振，通常會使用T1與T2的核磁共振影像來診斷，主要是藉助於核磁共振對於軟組織解像度相當好。 其他診斷工具有X射线與電腦斷層檢查，主要是對於術前定位與骨頭位置加以確認。血管攝影則被用來診斷血管性脊髓病變。

## 預後與治療
脊髓病變的預後通常與造成脊髓病變的原因有相當大的關係，如果伴隨著感染則需使用適當的抗生素治療，相同地，如果病人有多发性硬化症則需先治療這類免疫風濕科疾病。除了上述原因外，最大宗的原因還是頸椎退化所造成的脊髓壓迫。與之前認為手術可以對病患帶來好處的研究相比，新的一些研究認為手術治療脊髓病變不一定對病人有最大好處。